# Linnaeus' wormsalamander
Linnaeus' wormsalamander  of blauwe wormsalamander (Caecilia tentaculata) is een wormsalamander (een groep van slangachtige amfibieën) uit de familie Caeciliidae. De soort werd gepubliceerd door Carl Linnaeus in 1758 in Systema naturae.

## Uiterlijke kenmerken
Deze soort heeft een dik, afgeplat en staartloos lichaam en een wigvormige kop. De rug is grijs of zwart en de buik lichtbruin. Het achtereind is bedekt met een hard schild. Het lichaam telt ongeveer tweehonderd tot driehonderd ringgroeven, vanaf de twintigste groef zijn kleine schubjes aanwezig in de huid. De lichaamslengte bedraagt vijfenveertig tot drieënzestig centimeter.

## Leefwijze
Deze solitaire dieren leven ondergronds en zijn eierleggend.

## Verspreiding en leefgebied
Het wordt gevonden in Brazilië, Colombia, Ecuador, Frans-Guyana, Peru, Suriname, Venezuela, mogelijk Bolivia en mogelijk Guyana. De natuurlijke habitats zijn subtropische of tropische vochtige laaglandbossen, plantages, landelijke tuinen en zwaar aangetast voormalig bos.